# Nicholas V. Riasanovsky
Nicholas Valentine Riasanovsky (ur. 21 grudnia 1923 w Harbinie, Mandżuria, zm. 14 maja 2011 w Oakland, Kalifornia) – amerykański historyk rosyjskiego pochodzenia, badacz dziejów Rosji.

## Życiorys
Jego ojcem był Valentin A. Riasanovsky. Studia ukończył w Harvardzie w 1947, doktorat w 1949 roku obronił w Oksfordzie. Był wykładowcą na Uniwersytecie Kalifornijskim w Berkeley aż do czasu przejścia na emeryturę w 1997 roku. Specjalizował się w dziejach Rosji XIX wieku. 

## Wybrane publikacje
- Collected Writings 1947-1994, Los Angeles 1993.
- The Emergence Of Eurasianism, "California Slavic Studies" 4 (1967), s. 39-72.
- The Emergence of Romanticism, New York - Oxford 1992.
- A History of Russia, New York - Oxford 1963 (kolejne wydania: 1969, 1977, 1984, 1993, 2000, wyd. 7 wraz z M. Steinbergiem 2005).
- The Image of Peter the Great in Russian History and Thought, New York - Oxford 1985.
- "Oriental Despotism" and Russia, "Slavic Review" 22 (1963), z.4, s. 644-649.
- A Parting of Ways. Government and the Educated People in Russia 1801-1855, Oxford 1976.
- Nicholas I and Official Nationality in Russia 1825-1855, Berkeley 1959.
- Old Russia, the Soviet Union and Eastern Europe, "American Slavic and East European Review" 11 (1952), z. 3, s. 171-188.
- On Lamennais, Chaadaev, and the romantic revolt in France and Russia, "The American Historical Review' 82 (1977), z. 4, s. 1165-1186.
- Prince N.S. Trubetskoi's 'Europe And Mankind, "Jahrbücher für Geschichte Osteuropas" 13(1964), s. 207-220.
- Russia and the West in the Teaching of the Slavophiles. A Study of Romantic Ideology, Cambridge MA 1952.
- The Teaching of Charles Fourier, Berkeley - Los Angeles 1969.

## Publikacje w języku polskim
- (współautor Mark D. Steinberg), Historia Rosji, przeł. T. Tesznar i A. Bernaczyk, Kraków 2009 ISBN 978-83-233-2615-1